# Benthalbella dentata
Benthalbella dentata is een straalvinnige vissensoort uit de familie van parelogen (Scopelarchidae). De wetenschappelijke naam van de soort is voor het eerst geldig gepubliceerd in 1939 door Chapman.

## Algemeen
De Benthalbella dentata heeft zowel een mannelijk als een vrouwelijk geslachtsorgaan.